# Kontreadmiral
Kontreadmiral ((fransk): contre for 'modsat' (havde ansvaret for den agterste del af en flåde, 'modsat' admiralen)) er en søofficersgrad over flotilleadmiral og under viceadmiral. Svarer til generalmajor i Hæren og Flyvevåbnet. Kontreadmiral er den højeste tjenstgørende grad indenfor Søværnet og vil typisk være chef for en kommando, f.eks. Søværnskommandoen (SVK).

## Schoutbynacht
Schoutbynacht er en hollandsk benævnelse (egentlig: schout-bij-nacht = "tilsynsførende om natten") for kontreadmiral. Fra Holland indførtes ordet i andre flåder, bl.a. i den danske indtil 1771, da det afløstes af betegnelsen kontreadmiral. I de gamle flåder, der bestod af tre afdelinger: Avantgarden, Corps de bataille og Arrieregarden, førtes førstnævnte af en schoutbynacht. Ordet betegner hans hverv: "at skue ud, at passe på om natten", idet avantgarden virkede som flådens spejdere.
- Kontreadmiral